# Wulanhada (socken i Kina, lat 44,01, long 119,85)
Wulanhada (kinesiska: 乌兰哈达, 乌兰哈达乡) är en socken i Kina. Den ligger i den autonoma regionen Inre Mongoliet, i den norra delen av landet, omkring 760 kilometer nordost om regionhuvudstaden Hohhot.
Genomsnittlig årsnederbörd är 514 millimeter. Den regnigaste månaden är juni, med i genomsnitt 141 mm nederbörd, och den torraste är december, med 3 mm nederbörd.